# Russischer Adel
Der russische Adel (russisch дворянство/dworjanstwo) war diversen Ursprungs: Neben dynastischen Geschlechtern, Nachkommen des Begründers der Kiewer Rus, Rurik, des litauischen Fürsten Gediminas, tatarischer Geschlechter aus der Epoche der Goldenen Horde und uralter kaukasischer Fürstengeschlechter, standen Nachfahren von russischen und anderen Aufsteigern aus dem Volke: eine internationale Gesellschaft aus Angehörigen der eingegliederten Völker und Einwanderern verschiedener Nationalitäten.

## Die Rurikiden
Die früheste historische (möglicherweise auch nur legendäre) Bezugsperson des russischen Adels ist Rjurik (Rurik), der späteren Chroniken zufolge ein skandinavisch-warägischer Fürst der Rus gewesen sein soll, den im Jahr 862 slawische und finno-ugrische Stämme der Gegend um Nowgorod zum Herrscher berufen hätten. Daraus entstand ab 882 das Reich der Kiewer Rus. Die ältesten Familien des russischen Adels, die sogenannten Rurikiden, lokal herrschende Kleinfürsten, führten ihren Ursprung auf diesen Rjurik zurück. Sie bildeten über Jahrhunderte die oberste Schicht des russischen Adels.

## Die Bojaren
Im russischen Spätmittelalter galten auch die Bojaren als (niederer) Adel, deren Titel aber nicht erblich waren und die auch keinen festen Grundbesitz hatten. Sie durften einen Beirat des Fürsten wählen, die Bojarenduma, und bildeten eine stehende Leibwache des Großfürsten. Bereits im 14. Jahrhundert wurden dem Adel Güter zur Nutzung überlassen – also nicht zu Eigentum, denn dieses blieb beim Großfürsten, ähnlich dem in Westeuropa entstandenen Lehnswesen. Im 15. Jahrhundert, nachdem der Großfürst von Moskau den Titel „Selbstherrscher aller Reußen“ angenommen hatte, wurden die Bojaren und die entthronten Nachkommen des Rurik aus den kleineren Fürstentümern zu einem Dienstadel, der verpflichtet war, dem Zaren als Beamte oder Offiziere zu dienen. Im Jahre 1649 wurde die Position des Adels durch gesetzliche Verankerung der Leibeigenschaft der Bauern konsolidiert. Nach der Volkszählung von 1678 befanden sich 507.000 Bauernhöfe (85 % der Gesamtzahl) in den Händen des Adels. Am Ende dieses Jahrhunderts schuf man auch die ersten Adelsmatrikeln (Barchatnaja kniga). Der Adel wurde in Kategorien eingeteilt: Die höchste war die des Moskauer Adels, die niedrigste die des Stadtadels.

## Rangtafel des Adels
Die Stellung des Adels wurde durch den Ukas des Zaren Peter I. vom 24. Januar 1722 geregelt, der eine Rangtabelle (Rangtafel) der Staatsdienerklassen schuf. Peter I. führte auch die in Russland zuvor unbekannten Grafen- und Baronswürden ein (es existierte bis dahin nur der Fürstenrang – Knjas). Es gab von nun an (ähnlich wie in Großbritannien) den persönlichen und den erblichen Adel (Litschnoje Dworjanstwo/Potomstwennoje Dworjanstwo). Schon der erste Offiziersrang im Heer und der Marine gab den persönlichen Adel, der Rang eines Obersten oder Kapitäns den erblichen Adel. Auch die Verleihung gewisser Orden brachte den erblichen Adelsstand mit sich: des Großkreuzes aller Orden und des Ordens des Heiligen Wladimir sowie des Sankt-Georg-Ordens aller Klassen. Nach 25 Jahren unbescholtenen Dienstes erhielten die Beamten den Wladimirorden 4. Klasse mit der Inschrift 25 let und damit den erblichen Adel. Diese systemmäßigen Nobilitierungen – ähnlich dem „systemmäßigen Adel“ im Österreichischen Adel und Militär oder dem Ritterschlag zum Sir bei der Verleihung bestimmter britischer Orden – waren jedoch nicht mit Adelstiteln verbunden, die unterste Stufe des russischen Adels führte keine Titel, sondern nur Wappen.
Im Laufe des 18. Jahrhunderts wurden die Rechte und Privilegien des Adels erheblich erweitert. Im Jahre 1726 begrenzte man die obligatorische Dienstpflicht des Adels im Beamtentum oder der Armee auf 25 Jahre, 1762 wurde der Adel von dieser Dienstpflicht völlig entbunden und von bloßen Nutznießern zu Eigentümern der Güter erklärt (vergleichbar der preußischen Umwandlung aller Lehen in Allode 1717). 1785 erhielt der Adel unter Katharina II. sehr weitgehendes Verfügungsrecht über die ihm leibeigenen Bauern. Deren Arbeitskraft (wenn auch formal nicht der Mensch an sich) durfte nicht nur verliehen, sondern auch verkauft werden, sodass Leibeigene beliebig nach Sibirien, in die Ukraine oder ins Baltikum oder anderswohin zum Arbeiten verschickt oder auch zu Soldaten gemacht wurden, sei es unter dem Kommando ihres eigenen Herrn oder eines anderen. Das wurde erst unter Zar Alexander II. durch Gesetz vom 19. Februar/3. März 1861 über die Abschaffung der Leibeigenschaft geändert.
In der russischen Armee gehörten etwa 50 % der Offiziere dem erblichen Adel an, während die übrigen den persönlichen Adel hatten, der schon durch das Offizierspatent erworben wurde. In den drei elitären Leibgarde-Regimentern (Preobraschenski, Semjonowski und Ismailowski) dienten nur Abkömmlinge des alten betitelten Adels.

## Adelstitel in Russland
Der ursprünglich einzige russische Adelstitel (der auch in anderen slawischen Ländern verbreitet ist), lautet „Knjas“ (oder Knes) und wird im Deutschen mit Fürst, im Englischen oder Französischen mit Prince übersetzt. Dieser wurde von allen Mitgliedern der Fürstengeschlechter gleichermaßen geführt, es gab also keine Erstgeburtstitel. Der Titel weliki knjas (Großfürst) war den (nicht-herrschenden) Mitgliedern der kaiserlichen Familie (Romanow, ab 1762 Romanow-Holstein-Gottorp) vorbehalten. Erst Zar Peter der Große schuf im Rahmen seiner „Europäisierung“ des russischen Kaiserreichs weitere Adelsränge nach europäischem Vorbild: Graf, Baron sowie unbetitelter Adel.

### Die russischen Fürstenhäuser
Die fürstlichen Familien waren entweder dynastischen Ursprungs (insbesondere die zahlreichen Zweige der Rurikiden, aber auch der Gediminiden sowie von alten Fürstengeschlechtern aus der Peripherie) oder sie stammten von hohen Staatsmännern und Heerführern ab und erhielten den Titel verliehen, zuletzt sogar eine aufgestiegene Großindustriellenfamilie, die Demidow (Demidoff). In der Regel verfügten die russischen Fürstenhäuser über großen Grundbesitz, verzweigten sich jedoch auch stark, sodass viele weniger oder nicht begüterte Nachfahren im Beamten- oder Offiziersstand ihr Auskommen suchten. Die russischen Fürstenhäuser zählen zum europäischen Hochadel und sind im Genealogischen Handbuchs des Adels und seiner Nachfolgepublikation Gothaisches Genealogisches Handbuch in der Dritten Abteilung der Bandreihe Fürstliche Häuser verzeichnet.
Zu den fürstlichen Familien, die zu den Rurikiden gezählt werden, den Nachfahren von Rjurik, dem legendären Gründer der Kiewer Rus, gehören: die Barjatinski, Belosselski-Beloserski, Dolgoruky, Gagarin, Gortschakow, Lwow, Obolenski, Ostrogski, Repnin, Schachowskoi, Uchtomski (Ukhtomsky) und Wolkonski. Andere alte Fürstengeschlechter führen ihre Abstammung auf Gediminas zurück, der ab 1316 Großfürst von Litauen war und von dem auch das alte polnisch-litauische Königshaus der Jagiellonen und eine Reihe polnischer Magnatenfamilien (Gediminiden) abstammte: die Galitzin (Golizyn), Kurakin und Trubezkoi. Ebenfalls aus Litauen stammen die Swjatopolk-Mirski (Svyatopolk-Mirsky), deren rurikidische Abstammung teilweise behauptet wird. Auch die aus dem Fürstentum Tschernigow stammenden Wassiltschikow sollen ursprünglich litauischer Herkunft sein. Weitere Fürstenhäuser sind die sibirisch-mongolischen Gantimurow, die Lopuchin (oder Lopukhin, ein Zweig der Glebov, die von einem schwedischen Ritter des 14. Jahrhunderts namens Oblaguinia abstammen sollen), die Meschtscherski (Meshchersky, Mechtcherski), die in der Meschtschora begütert waren und desselben krimtatarischen Ursprungs sind wie die Schirinski, die bereits zu den Anführern der Goldenen Horde unter Dschingis Khan zählten. Die Urusov zählten zu den turksprachigen Nogaiern, ihr Name urus bedeutet auf Türkisch aber „Russen“; die Orlow und die Woronzow (Vorontsov) stammen aus dem Bojarenstand und stiegen erst im 17. Jahrhundert zu Fürsten auf.
Georgien, das in weiten Teilen von den Georgischen Bagratiden regiert wurde, kam ab etwa 1800 unter russische Oberherrschaft, woraufhin die georgischen Fürsten in den russischen Fürstenstand aufgenommen wurden, darunter neben den Bagration die Abaschidse, Andronikov (Andronikaschwili), Dadeschkeliani, Dadiani, Dschawachischwili (Javakhishvili), Gelowani, Tschkotua, Nasarow(-Tumanow).

### Grafen, Barone, untitulierter Adel
Gräfliche Häuser, die diesen Titel in Russland erst seit Peter dem Großen erhielten, waren entweder Nachkommen von Bojaren oder auch deutsche Adlige (Deutschbalten, Angehörige der vier Baltischen Ritterschaften) aus den eroberten Ländern des Baltikums, darunter etwa die Grafen Lambsdorff. Der Barontitel war unter dem älteren Adel (mit Ausnahme des baltischen Adels) nicht besonders geschätzt, da er vor allem an Bankiers und Kaufleute zum Lohn für geleistete Geldhilfe verliehen wurde. Der erste Baron der russischen Geschichte war der von Peter I. in diesen Stand erhobene Diplomat Schafirow, der aus einer jüdischen Familie stammte. Der untitulierte Adel hat, ebenso wie der der polnischen Szlachta, außer seinen Wappen keine offensichtlichen Distinktionsmerkmale (wie etwa im deutschsprachigen Raum das Adelsprädikat von). Das Genealogische Handbuch des Adels und seit 2015 die Nachfolgereihe Gothaisches Genealogisches Handbuch verzeichnen russische Adlige ohne Titel, welche in die dort verzeichneten Familien eingeheiratet haben, mit dem Klammerhinweis: (aus russ. Adel).
Das Ende des 19. und der Anfang des 20. Jahrhunderts waren durch den allmählichen Verlust der Landgüter durch den Adel gekennzeichnet. Dies stand im Zusammenhang mit der Aufhebung der Leibeigenschaft und dem Unvermögen des Adels, die Güter unter den neuen Bedingungen zu bewirtschaften. 1877 besaß der Adel noch 80 % der Landgüter, 1905 nur noch 62 %.

## Oktoberrevolution schafft Adelsstand ab
Der Adelsstand, der noch in der Februarrevolution eine aktive Rolle gespielt und viele Positionen in der Politik und Staatsverwaltung besetzt hatte (z. B. Fürst Lwow und Kerenski), wurde in der Oktoberrevolution der Bolschewiki mit Dekret vom 10. Novemberjul. / 23. November 1917greg. abgeschafft. Die überwiegende Zahl der begüterten und hohen Adligen verließ Russland als Emigranten oder fiel dem Russischen Bürgerkrieg oder dem Terror der Bolschewiki zum Opfer. Unzählige Adlige fielen im Bürgerkrieg nach der Oktoberrevolution – in den Verbänden der „Weißen“ gab es ganze Regimenter, die ausschließlich aus adligen Offizieren bestanden. Andere emigrierten, vor allem in die Schweiz, vorzugsweise nach Genf, wo sich rasch die russisch-orthodoxe Kirche entwickelte, nach Polen, Deutschland und Frankreich, wo sich Paris zum Zentrum der russischen Emigranten entwickelte (die „fürstlichen Taxifahrer“ waren dort ein Stereotyp der 1920er Jahre) und von dort oft weiter in die USA, wo heute auch ein Großteil der letzten Zarendynastie lebt. Unter der bolschewistischen Herrschaft wurden viele Adlige verfolgt, inhaftiert und erschossen. Die Zarenfamilie wurde nach Jekaterinburg verbannt und dort ermordet. Den „Säuberungen“ unter Stalin fielen später Tausende Dissidenten, gläubige Christen, Angehörige nichtrussischer Völker, kommunistische Funktionäre und auch manche in der Sowjetunion verbliebene Adlige zum Opfer.
Von den (meist nicht titulierten) Kleinadligen, die unauffällige Namen trugen, zuvor als Beamte gedient hatten und meist kaum Landbesitz hielten, arrangierte sich jedoch ein erheblicher Teil mit den Umständen. Einige von ihnen hatten sogar Anteil am Aufbau des neuen Staates – wie Lenin selbst, Außenminister Georgi Tschitscherin sowie Geheimdienstchef Felix Dserschinski und sein Nachfolger Wjatscheslaw Menschinski, die beide aus polnischen Adelsfamilien stammten; ferner Stalins Geheimdienstchef Wsewolod Merkulow, die Marschälle Michail Tuchatschewski und Konstantin Rokossowskij. Vereinzelt passten sich aber auch Angehörige prominenter Adelshäuser den Umständen an, wurden entweder selbst Bolschewiki, wie der Diplomat Leonid Leonidowitsch Obolenski, oder befürworteten das neue System, wie der Schriftsteller Alexei Nikolajewitsch Tolstoi oder der Schauspieler Micheil Gelowani. Manche heirateten ins Proletariat und die nächste, sowjetisch geprägte Generation wurde in die sowjetische akademische Elite aufgenommen, etwa Georgi Sergejewitsch Golizyn, Wladimir Wladimirowitsch Golizyn oder Andrei Petrowitsch Gagarin.

## Adel seit 1991
Die Zahl der noch heute in Russland lebenden Nachfahren adliger Familien ist nach mehr als 70 Jahren Kommunismus schwer abzuschätzen, müsste jedoch bei etwa 100 Millionen Einwohnern des Jahres 1917 mindestens 50–60.000 umfassen. Während die meisten Nachfahren der Fürstenhäuser seit der Revolution im westlichen Ausland leben, sind viele Angehörige der Familien niedrigeren Ranges in Russland geblieben. Nach dem Zerfall der Sowjetunion wurden ab 1991 Adelsverbände und Organisationen der adligen Traditionspflege in Russland wieder erlaubt, aber als soziale Schicht existiert der russische Adel nicht mehr. Die historischen Adelsfamilien sind aus den Quellen bekannt. Doch wurde der Adelsstand in Russland, wie überall in Europa, nach historischem Adelsrecht nur im Mannesstamm weitervererbt. Die somit traditionswidrige Aufnahme von Nachfahren in weiblicher Linie, die inzwischen von manchen dieser Verbände praktiziert wird, ist daher sehr umstritten.
Nicht nur hinsichtlich des Adelsrechts, sondern auch wegen der Erbfolge der Prätendenten für die russische Zarenkrone vertreten die verschiedenen Adelsverbände unterschiedliche Auffassungen. Einige sehen Maria Wladimirowna Romanowa als legitime Thronerbin an, die jedoch von den übrigen verbliebenen Zweigen der Familie Romanow nicht anerkannt wird. Sie hat sich insbesondere mit der neuen russischen Elite um Präsident Wladimir Putin arrangiert und verleiht die historischen Hausorden des Zarenhauses und teilweise sogar neu erschaffene Orden wie den Orden des Erzengels Michael (gegründet 1988) oder den Damenorden der Heiligen Anastasia (gegründet 2010) an deren Angehörige. Sie geht sogar so weit, solche Personen „in den Adelsstand“ zu erheben. So soll sie 2007 den früheren Chef des russischen Inlandsgeheimdienstes FSB, Nikolai Patruschew, der als einer der engsten Vertrauten Wladimir Putins (und als einer seiner möglichen Nachfolgekandidaten) gilt, geadelt haben. Patruschew selbst bezeichnete die Mitarbeiter des FSB in einem Interview aufgrund ihres Sinnes für hingebungsvollen Dienst als „unseren neuen Adel“.
Die Adelsverbände stehen damit vor der Frage, wie mit solchen „Neuadeligen“, die meist keinerlei biografischen oder kulturellen Bezug zum traditionellen Adel haben, dafür aber oft in historischer Verbindung mit der KPdSU oder dem KGB stehen und oft einflussreich sind, umzugehen ist. Einige dieser Verbände sind auf diese Linie eingeschwenkt und erkennen solche „Adelswürden“ als legitim an. Die meisten jedoch lehnen sie ab, denn weder ist Großfürstin Maria die unbestrittene Thronprätendentin noch besitzt sie – die keine regierende Monarchin ist – eine staatsrechtliche Befugnis zur Nobilitierung. Weder der russische CILANE-Mitgliedsverband, die Union de la Noblesse Russe mit Sitz in Paris, die größtenteils aus Nachkommen der „Weißen Emigranten“ besteht, noch der Verband der Baltischen Ritterschaften, welcher die Familien des deutschbaltischen immatrikulierten Adels vereinigt, erkennen Maria oder eine andere Person als Throninhaber mit Nobilitierungsbefugnis an. Doch die Tatsache, dass in den neuen russischen Adelsverbänden einflussreiche „Möchtegern-Adlige“ einen signifikanten Anteil der Mitglieder stellen, führt zu großen Konflikten innerhalb und zwischen den russischen Adelsverbänden. Da die Zugehörigkeit zum Adelsstand rechtlich weder anerkannt noch geschützt ist, hat sich seit 1991 ein großer Markt für gefälschte Titel und Wappen entwickelt. Angeblich originale Adelsbriefe „aus der Zarenzeit“ oder Bestätigungsdiplome zweifelhafter Verbände kann man sogar im Internet erwerben.